# Phare Aktio
Le phare Aktio, est situé à Aktio, à l'entrée du golfe Ambracique en Grèce. Le phare est achevé en 1928.

## Caractéristiques
Le phare est une petite structure métallique installée sur le toit de la maison du gardien. La lumière de ce phare s'apparente plus à une balise. Il s'élève à 6,5 m au-dessus des eaux du golfe Ambracique.

## Codes internationaux
- ARLHS[1] : /
- NGA : 14504
- Admiralty[2] : E 3804

## Source
(en) [PDF] List of lights radio aids and fog signals - 2011 - The west coasts of Europe and Africa, the mediterranean sea, black sea an Azovskoye more (sea of Azov) (la liste des phares de l'Europe, selon la National Geospatial - Intelligence Agency)- Version 2011 - National Geospatial - Intelligence Agency - p. 251